# Rasmus Wremer
Rasmus Wremer, švedski rokometaš, * 4. september 1982.
Leta 2010 je na evropskem rokometnem prvenstvu s švedsko reprezentanco osvojil 15. mesto.